# Webserie
Il termine webserie, o anche web serie o serie web (dalla lingua inglese web series), indica una mini-fiction televisiva realizzata per essere fruita attraverso il web (la cosiddetta Web TV), oppure sugli schermi dei dispositivi mobili.
Un esempio è Pioneer One, progetto nato nel 2010 e finanziato dagli stessi spettatori attraverso il crowdfunding.

## Storia
The Spot (o thespot.com) è stata la prima storia online a episodi e il primo sito web a integrare foto, video e ciò che in seguito divenne noto come blog nella trama. Creato da Scott Zakarin nel 1995, The Spot è stato paragonato a "Melrose Place-on-the-Web" e comprendeva un cast a rotazione di attori attraenti che interpretavano ventenni alla moda e alla moda che affittavano stanze in una favolosa casa sulla spiaggia della California meridionale chiamata "The Spot ", A Santa Monica, California. Il sito si è guadagnato il titolo di "Cool Site of the Year" di Infoseek, un premio che in seguito è diventato Webby. In quello stesso anno, Bullseye Artè stato uno dei primi editori web a creare webisodi animati. I primi pochi contenuti webisodici usciti da Bullseye Art includevano Porkchops, Internet the Animated Series e Rat Chicken. Nel 1998 Bullseye Art ha avuto un successo con Miss Muffy e il Muf Mob, che ha portato a un accordo di sviluppo con MTV. Bullseye Art ha anche creato Space Dog che ha guadagnato popolarità su Atom Films. Il contenuto originale di Bullseye Art può essere visto attualmente sulla rete web di Magic Butter. Il 1998 è stato anche il primo anno degli Stella Shorts, forse la prima serie web di live action comica, vista per la prima volta su Heavy.com e Comedynet.com.
All'inizio degli anni 2000, l'industria degli anime giapponese ha iniziato a trasmettere su Internet l'animazione originale in rete (ONA), un tipo di serie di animazione video originale (OVA). I primi esempi della serie ONA includono Infinite Ryvius: Illusion (2000), Ajimu (2001), e Mahou Yuugi (2001).
Nel 2003 Microsoft ha lanciato MSN Video, che comprendeva la serie web originale Weird TV 2000 (dai creatori della serie televisiva sindacata, Weird TV). Weird TV 2000 comprendeva dozzine di cortometraggi, sketch comici e mini-documentari prodotti esclusivamente per MSN Video. Dal 2003 al 2006, diverse serie web indipendenti hanno iniziato a diventare popolari, in particolare Red vs. Blue (creata da Rooster Teeth ). La serie è stata distribuita in modo indipendente utilizzando i portali online YouTube e Revver, nonché il sito web Rooster Teeth, e durante la sua esecuzione ha acquisito oltre 100 milioni di visualizzazioni. Sam ha 7 amici, che si è svolto nell'estate e nell'autunno del 2006, è stato candidato per un Daytime Emmy Award ed è stato temporaneamente rimosso da Internet quando è stato acquisito da Michael Eisner.
Nel 2008, Bravo ha lanciato la sua prima serie web settimanale chiamata The Malan Show. Si trattava di uno stilista di New York City di nome Malan Breton che stava cercando di diventare un designer indipendente di successo. Nel 2009 è stato istituito il primo festival di serie web, chiamato Los Angeles Web Series Festival.

## Produzione e distribuzione
L'aumento della popolarità di Internet e il miglioramento dell'accessibilità e dell'economicità della banda larga ad alta velocità e della tecnologia di streaming video hanno fatto sì che la produzione e la distribuzione di una serie web diventasse un'alternativa praticabile alla produzione in serie "tradizionale", che in precedenza era principalmente realizzata per la trasmissione e il cavo tv. Rispetto alla produzione di serie TV tradizionali, le serie web sono meno costose da produrre. Ciò ha consentito a una gamma più ampia di creatori di sviluppare serie web. Inoltre, poiché le serie web sono rese disponibili online, invece di essere trasmesse in un unico momento prestabilito in regioni specifiche, consentono ai produttori di raggiungere un pubblico potenzialmente globale che può accedere agli spettacoli 24 ore al giorno e sette giorni alla settimana, al momento della loro scelta. Inoltre, negli anni 2010, la crescente convenienza di tablet e smartphone e l'aumento dei tassi di proprietà di questi dispositivi nei paesi industrializzati significa che le serie web sono disponibili per una più ampia gamma di potenziali spettatori, inclusi pendolari, viaggiatori e altre persone che sono in movimento.
Il potenziale di successo emergente nei video web ha attirato l'attenzione di alcuni dei massimi dirigenti di intrattenimento in America, tra cui l'ex dirigente Disney e attuale capo della Tornante Company, Michael Eisner. La suddivisione Vuguru di Eisner di Tornante ha collaborato con il conglomerato mediatico canadese Rogers Media il 26 ottobre 2009, assicurando piani per la produzione di oltre 30 nuovi spettacoli web all'anno. Rogers Media aiuterà a finanziare e distribuire le prossime produzioni di Vuguru, consolidando una connessione tra i media tradizionali e i nuovi media come le serie web. Le serie Web possono essere distribuite direttamente dai siti Web dei produttori, tramite servizi di streaming o tramite siti Web di condivisione di video online.

## Web 2.0
Numerose serie web incorporano funzionalità Web 2.0 interattive sui siti Web del produttore, sul sito web dello spettacolo o in altri forum online. Queste funzionalità Web 2.0 consentono agli spettatori e ai fan di pubblicare commenti online su episodi e collegare o "contrassegnare" programmi, episodi o videoclip preferiti. Queste attività aiutano a creare il coinvolgimento degli spettatori e dei fan. Alcuni produttori utilizzano social media e siti di social networking per la promozione delle loro serie web e cercano nuovi spettatori. Inoltre, alcuni produttori monitorano i commenti sui social media e sulla rete per ottenere feedback dai fan sui loro programmi.

## Premi
I Webby Awards, istituiti nel 1995, e gli Indie Series Awards, istituiti nel 2009, riconoscono le migliori serie web nelle categorie commedia, drammatica e reality. Nel 2009 è stata fondata l'International Academy of Web Television con la missione di organizzare e supportare la comunità di creatori, attori, produttori e dirigenti di web television. Ha gestito la selezione dei vincitori per gli Streamy Awards, (che premiano i contenuti della televisione web e delle serie web) nel 2009 e 2010. A causa della scarsa ricezione ed esecuzione degli Streamy Awards 2010, l'IAWTV ha deciso di interrompere la sua produzione di la cerimonia di premiazione. L'IAWTV ha seguito questa decisione formando la propria presentazione del premio, gli IAWTV Awards.
Nel 2008 è stato istituito l'International Academy of Web Television (IAWTV), che premia con gli Streamy Awards (chiamati anche "Streamys") quelle serie che si sono distinte nel campo della Web TV o dell'intrattenimento digitale. Il già citato LAWeb Festival è il primo evento al mondo dedicato alla produzione delle webserie. Dopo di questo sono nati altri Festival in altri paesi nel mondo, come il Marseille Web Fest, Melbourne Web Fest, Vancouver Web Fest, Hong Kong Web Fest, Sicily Web Fest e il Roma Web Fest. Tutti questi festival, compreso quello di Los Angeles, sono gemellati tra di loro.
Nel 2013, il sito web di streaming video Netflix ha ottenuto le prime nomination ai Primetime Emmy Award per la televisione web originale solo online ai 65 ° Primetime Emmy Awards. Tre delle sue serie web, House of Cards, Arrested Development e Hemlock Grove, hanno ottenuto nomination quell'anno.
A partire dal 2016, sono stati istituiti numerosi premi per premiare l'eccellenza nella produzione di serie web, tra cui Streamys, Webbys, IAWTV e Indie Series Awards; ci sono anche diversi festival di serie web, in particolare a Los Angeles e Vancouver. La maggior parte delle principali cerimonie di premiazione hanno anche creato serie web e categorie di premi per i media digitali, inclusi gli Emmy Awards e i Canadian Screen Awards.